# Schradera ternata
Schradera ternata är en måreväxtart som beskrevs av Julian Alfred Steyermark. Schradera ternata ingår i släktet Schradera och familjen måreväxter.
Artens utbredningsområde är Guyana. Inga underarter finns listade i Catalogue of Life.